# Tel·lus
Tel·lus era una deessa, la personificació, a la mitologia romana, de la terra nodridora. De vegades és honorada amb el nom de Terra Mater, la terra maternal, i amb aquest nom se l'identifica amb la deessa grega Gea. En una època molt antiga formava parella amb un numen masculí, Tellumó.
De vegades se l'associava amb la deessa de la fertilitat Ceres. Es pensava que Fama era la seva filla.
Tenia un temple situat al Fòrum Pacis (construït el 268 aC).
Durant la seva festa, la Fordicídia (15 d'abril), se sacrificaven vaques.